# John Smith (musicien)
Pour les articles homonymes, voir John Smith et Smith.
John Smith est un auteur-compositeur-interprète originaire de Devon en Angleterre. Son style a été comparé à celui de Nick Drake, de John Martyn et de Ray Lamontagne.
Il compte à son actif de nombreuses tournées en solo ainsi qu'en première partie d'autres interprètes tels Iron and Wine, John Martyn, David Gray, Jools Holland, Gil Scott-Heron  et Lisa Hannigan (sur l'album de qui il a également joué)
En 2011, il a figuré sur un disque d'hommage à John Martyn parmi des titres de Bombay Bicycle Club, Paolo Nutini, Snow Patrol, Phil Collins et Beth Orton,.
Son jeu de guitare a inspiré de nombreux musiciens dont James Newton Chadwick et Ben Howard.

## Discographie
- The Fox and the Monk (2006)
- Map or Direction (2009)
- Eavesdropping (2011)
- Great Lakes (2013)
- Hummingbird (2018)
- The Fray (2021)